# Halictus epichlorops
Halictus epichlorops är en biart som beskrevs av Cockerell 1946. Halictus epichlorops ingår i släktet bandbin, och familjen vägbin. Inga underarter finns listade i Catalogue of Life.